# (73843) 1996 JW9
(73843) 1996 JW9 – planetoida z pasa głównego asteroid okrążająca Słońce w ciągu 4,86 lat w średniej odległości 2,87 j.a. Odkryta 13 maja 1996 roku.